# Valeur-guide
Une valeur-guide est en France (conformément au droit européen et aux recommandations de l'OMS) un niveau de concentration de polluants dans un milieu (eau, air, air intérieur, sol) fixé  dans le but d'éviter, de prévenir ou de réduire les effets nocifs sur la santé humaine, à atteindre et à ne plus dépasser dans la mesure du possible, dans un délai donné.

## Exemple

### Valeur guide pour l'air intérieur (VGAI)
- En France, pour l'air intérieur, il existe des VGAI (valeur guide pour l'air intérieur), définies comme « un seuil de concentrations dans l'air d'une substance chimique en dessous duquel aucun effet sanitaire ou aucune nuisance ayant un retentissement sur la santé n'est attendu pour la population générale en l'état des connaissances actuelles ». 
L'Anses a produit des VGAI pour 8 « substances prioritaires » pour la qualité de l'air intérieur : formaldéhyde (2007), monoxyde de carbone (2007), benzène (2008), naphtalène (2009), trichloréthylène (2009), tétrachloroéthylène (2010), particules (2010), acide cyanhydrique (2011).
En 2013, l'agence a également proposé des VGAI pour le dioxyde d'azote et l'acroléine (dans le projet soumis à consultation, une valeur de 30 μg/m3 en moyenne hebdomadaire  a été proposée à partir de 2015, et 10 μg/m3 en moyenne hebdomadaire à compter de 2022[1]. Par manque de données épidémiologiques, l'ANSES n'a pas pu fixer de valeur-guide pour le taux de CO2 dans l'air intérieur[2].